# Umbrărești
Umbrărești è un comune della Romania di 7 095 abitanti, ubicato nel distretto di Galați, nella regione storica della Moldavia.
Il comune è formato dall'unione di 6 villaggi: Condrea, Salcia, Siliștea, Torcești, Umbrărești, Umbrărești-Deal.